# Südliche Morava
Die Südliche Morava (serbisch Јужна Морава Južna Morava) ist der rechte Quellfluss der Großen Morava im Osten Serbiens.

## Etymologie
Der Name Südliche Morava in Abgrenzung zur Westlichen Morava, dem linken Quellfluss der Großen Morava, hat sich erst im 20. Jahrhundert eingebürgert. Vor allem in der geografischen Literatur des 19. Jahrhunderts findet sich häufig die Bezeichnung Bulgarische Morawa (bulgarisch Българска Морава), da die Region zu jener Zeit dem Siedlungsgebiet der Bulgaren zugerechnet wurde. Die Westliche Morava wurde dagegen Serbische Morava genannt.

## Verlauf
Der längste Quellfluss der Südlichen Morava, die Binačka Morava, entspringt im äußersten Norden Nordmazedoniens, etwa 20 km nördlich von Skopje. Bei Bujanovac vereinigt dieser sich mit einem der Flüsse namens Moravica und heißt von nun an Südliche Morava. Deren Weg führt sie über 20 km durch eine weite und fruchtbare Ebene. Hinter Vranje verengt diese sich zu einer tiefen Schlucht zwischen den Gebirgen Kukavica und Krajiste, die sich nach etwa 30 km bei Leskovac wieder öffnet. Durch dieses Tal verlaufen auch die Hauptverkehrsströme (Fernstraße, Bahn) von Serbien nach Nordmazedonien und Griechenland.
Hinter Leskovac beginnt die Ebene von Niš, die einen sehr fruchtbaren und dicht besiedelten Teil Serbiens darstellt. Hier fließen der Südlichen Morava von links die Toplica und von rechts die Nišava zu. Anschließend mündet von rechts die Sokobanjska Moravica. Kurz vor dem Zusammenfluss mit der Westlichen Morava bei Stalać windet sich der Fluss erneut auf 18 km Länge durch ein enges Tal, welches sich dann zur Morava-Ebene öffnet.